# Solanum schlechtendalianum
Solanum schlechtendalianum là loài thực vật có hoa trong họ Cà. Loài này được Walp. miêu tả khoa học đầu tiên năm 1844.